# Robeks
A Robeks é uma cadeia de franquias de smoothies com sede em Los Angeles, Califórnia, Estados Unidos. Fundada em 1996 por David Robertson, um ex-banqueiro de investimentos, em janeiro de 2021, a empresa tinha 83 franquias.

## História
Peter Bickford era um banqueiro de Wall Street e sua esposa Katrina dirigia uma empresa de paisagismo. Eles foram apresentados à Robeks por Kela Alstrup, uma corretora de franquias. Os Bickfords “foram fisgados pela ideia de oferecer comida saudável em um ambiente colorido e cheio de energia”. Os Bickfords abriram a primeira franquia Robeks na Nova Inglaterra.
Em 2017, a Robeks apresentou um novo cardápio. Em fevereiro de 2018, a Robeks lançou seu novo programa de pedidos on-line, permitindo que os clientes fizessem pedidos em seus computadores ou dispositivos móveis. A pedra angular do programa é um novo aplicativo móvel que agora está disponível para o público. No verão de 2018, a Robeks introduziu três limonadas com infusão floral em antecipação ao calor do verão: Rosa, Hibisco e Lavanda.